# Diego Galán Escobar
Diego Galán Escobar (Consuegra, 1576–Toledo, 5 de junio de 1648) fue un cautivo, esclavo y escritor español.

## Biografía
Salió de Consuegra con trece años y se encaminó a Jaén para adorar las reliquias de santa Verónica, y de allí a Málaga para ver el mar, donde un soldado de Orán lo engañó para que se enrolase embarcando en una saetía con otros; pero el barco fue atacado por el corsario Arnaut Mamí junto al cabo de las Tres Forcas, y tras diversas navegaciones arribó a Argel donde fue vendido como esclavo del bey Heder Bajá, y luego de su sustituto Xabán Bajá, en 1592. Fue obrero en la construcción de las defensas de Argel y como galeote forzado intervino en la expedición de los otomanos contra los reyes de Cuco y Lesbes, aliados de los españoles. Recorrió el Mediterráneo bogando hasta llegar a Estambul, donde lo compró otro marino osmanlí, Mamí Napolitano, que le hizo nuevamente espalder de su galera y criado de sus hijos cuando no estaba en campaña. Así estuvo en “tres bajadas del turco”, mandadas por Cigala a Italia; también participó en la guerra entre Mehmed III y Rodolfo II por el control de Hungría. Remontó el Danubio e intervino en numerosos conflictos fronterizos entre los dos imperios. Realizó en su autobiografía una minuciosa descripción de estos hechos y de las calles de Estambul y las costumbres de los otomanos, así como una de las primeras descripciones del Partenón de Atenas antes de ser destruido. En 1599 logró escaparse del cautiverio cuando la escuadra otomana mandada por Cigala hizo aguada en Eubea (Negroponte), gracias a la protección de unos monjes ortodoxos que le fueron llevando de convento en convento hasta Maina, un territorio rebelde contra los otomanos defendido por España y los virreyes napolitanos. De allí embarcó a Creta (Candia) y Zante hasta que arribó a Mesina. Allí fue ayudado por el obispo Haedo y otros personajes implicados con el mundo del espionaje mediterráneo, desembarcando en el puerto de Valencia cuando Felipe III estaba contrayendo nupcias en esta ciudad. Su relato termina con el regreso a su pueblo natal y el reencuentro con sus padres.
Contó su odisea en dos manuscritos autobiográficos. El primero, cercano a la literatura oral, se conserva en la biblioteca del monasterio de San Lorenzo de El Escorial y fue redactado hacia 1620. El segundo está en la Biblioteca Pública de Toledo y es una reescritura más exornada y retórica.

## Obras
- Relación de el Cautiverio i libertad de Diego Galán de Escobar: Natural de la Villa de Consuegra y Veçino de la Çiudad de Toledo, c. 1620 (Biblioteca del Real Monasterio de El Escorial, ms. I.III.27)
- Cautiverio y trabajos de Diego Galán, natural de Consuegra y vecino de Toledo, [...], Toledo, Biblioteca de Castilla-La Mancha-Biblioteca Pública del Estado, ms. R(Ms) 267
- Cautiverio y trabajos de Diego Galán, natural de Consuegra y vecino de Toledo (1589 a 1600), ed. de Manuel Serrano y Sanz, Madrid, Sociedad de Bibliófilos Españoles, 1913
- Relación del cautiverio y libertad de Diego Galán, ed. de M. Á de Bunes y Matías Barchino, Toledo, Diputación Provincial, 2001, y Sevilla, Renacimiento-Escuela de Plata, 2008].